# Eggnog
Eggnog (també dit egg nog o llet de gallina) és una beguda làctica endolcida de consum feta amb llet, nata, sucre i ous batuts.

## Preparació
Els ous batuts li donen una textura escumosa; es fa també d'una varietat de llet de cabra, i amb un toc de canyella i nou moscada. En les versions alcohòliques també existeix l'addició de diferents licors, com rom, brandi, whisky i sake.
Eggnog és una beguda popular en Amèrica del Nord, Amèrica Central i Amèrica del Sud i és normalment associada amb celebracions de Nadal com Nadal i Cap d'Any. Eggnog és també molt popular Europa central, però tan sols en la seua versió de conyac, que es pot comprar gairebé pertot, principalment en els mercats de Nadal, durant el mes de novembre i desembre.
Comercialment, els envasos eggnog no alcohòlics estan disponibles durant tot el període de Nadal i l'hivern.